# 扬·斯塔希
扬·斯塔希（1933年10月17日—2019年4月13日），斯洛伐克前男子冰球运动员。他曾代表捷克斯洛伐克国家队参加1960年冬季奥林匹克运动会冰球比赛，获得第四名。